# Бонаноми, Марко
Марко Бонаноми (итал. Marco Bonanomi, родился 12 марта 1985 года) — итальянский автогонщик, бронзовый призёр гонки 24 часа Ле-Мана (2012).

## Карьера

### Формула-Рено
Бонаноми начал свою автогоночную карьеру в 2001 с выступлений на нескольких этапах Еврокубка Формулы-Рено и Итальянской Формулы-Рено за команду Cram Competition. Он принимал участие в тех же сериях в 2002, но уже за команду RP Motorsport.
Спустя четыре года Бонаноми участвовал в четырёх гонках сезона 2006 Мировой серии Рено за команду Tech 1 Racing. Он провёл полный сезон в 2007, завершив сезон на 12-м месте личного зачёта за команду RC Motorsport. В 2008 он снова участвовал в серии на этот раз за команду Comtec. Он выжил в чудовищной катастрофе в конце сезона на трассе Каталунья. За ним шёл позади Михаил Алёшин и на главной прямой болид Бонаноми столкнулся колёсами с болидом россиянина его болид взлетел и врезался в цифровое табло, его болид приземлился вверх тормашками на траве перед пит-лейн. Он не получил травм, но его машина была невосстановима и на этом его сезон был завершён.

### Формула-3
С 2003 по 2005 Бонаноми был сфокусирован на Формуле-3 и выступал в итальянском чемпионате и Евросерии, а также в некоторых одиночных соревнованиях. За это время он побывал в бывшей команде Формулы-1, Coloni, а также бывшего пилота и соотечественника Пьеркарло Гиндзани.

### Формула-3000
В 2006 Бонаноми участвовал в Евросерии 3000 за команду Fisichella Motor Sport, которая принадлежит его соотечественнику и пилоту Формулы-1 Джанкарло Физикелле. Он завершил сезон в ранге вице-чемпиона, заработав 6 поул-позиций, побед и быстрых кругов в 18 стартах: этот сезон стал самым успешным в его карьере.

### Международная Формула Мастер
В дополнении к Мировой серии Рено в 2007 Бонаноми также выступил на нескольких этапах дебютного сезона серии Международная Формула Мастер, завершив сезон на пятнадцатом месте.

### GP2
В начале 2008 года Бонаноми принял участие в новой серии GP2 Asia. Выступая за команду Piquet Sports, он выиграл заключительную гонку в Дубае, это была одна из его самых престижных побед в карьере. Он вернулся в GP2 Asia в сезоне 2008-09, заменив Алекса Йонга в Qi-Meritus Mahara начиная с январского этапа в Бахрейне. Это произошло из-за того, что Йонг долгое время не участвовал в гонках, и это сказывалось на его результатах.

## Результаты выступлений

### Гоночная карьера
| Сезон   | Серия                        | Команда                | Гонки | Поулы | Победы | Очки | Место |
| ------- | ---------------------------- | ---------------------- | ----- | ----- | ------ | ---- | ----- |
| 2001    | Еврокубок Формулы-Рено 2.0   | Cram Competition       | 3     | 0     | 0      | 0    | НКЛ   |
| 2001    | Формула-Рено 2.0 Италия      | Cram Competition       | 1     | 0     | 0      | 0    | НКЛ   |
| 2002    | Еврокубок Формулы-Рено 2.0   | RP Motorsport          | 3     | 0     | 0      | 0    | НКЛ   |
| 2002    | Формула-Рено 2.0 Италия      | RP Motorsport          | 10    | 0     | 0      | 22   | 15    |
| 2003    | Итальянская Формула-3        | Coloni                 | 9     | 1     | 1      | 77   | 4     |
| 2003    | Гран-при Кореи-Формулы-3     | Target Racing          | 1     | 0     | 0      | Н/Д  | 16    |
| 2003    | Гран-при Макао               | ?                      | 1     | 0     | 0      | Н/Д  | 20    |
| 2004    | Евросерия Формулы-3          | Team Ghinzani          | 20    | 0     | 0      | 0    | НКЛ   |
| 2004    | Итальянская Формула-3        | Team Ghinzani          | 2     | 2     | 2      | 86   | 6     |
| 2004    | Формула-3 Мастерс            | Team Ghinzani          | 1     | 0     | 0      | Н/Д  | НКЛ   |
| 2005    | Евросерия Формулы-3          | Prema Powerteam        | 19    | 0     | 0      | 18   | 12    |
| 2005    | Формула-3 Мастерс            | Prema Powerteam        | 1     | 0     | 0      | Н/Д  | 18    |
| 2006    | Евросерия 3000               | Fisichella Motor Sport | 18    | 6     | 6      | 94   | 2     |
| 2006    | Мировая серия Рено           | Tech 1 Racing          | 4     | 0     | 0      | 5    | 30    |
| 2007    | Мировая серия Рено           | RC Motorsport          | 16    | 0     | 0      | 44   | 12    |
| 2007    | Международная Формула Мастер | Euronova Racing        | 6     | 1     | 0      | 11   | 15    |
| 2008    | GP2 Asia                     | Piquet Sports          | 10    | 0     | 1      | 9    | 12    |
| 2008    | Мировая серия Рено           | Comtec Racing          | 16    | 1     | 0      | 56   | 11    |
| 2008—09 | GP2 Asia                     | Qi-Meritus Mahara      | 8     | 0     | 0      | 0    | 22    |

### Результаты выступлений в GP2

#### Результаты выступлений в GP2 Asia
| Легенда к таблице |                                                                    |
| --- | ------------------------------------------------------------------ |
| В таблице перечислены результаты всех гонок, в которых принимал участие гонщик. Строками таблицы являются сезоны, столбцами — этапы соревнований. В каждой клетке указаны сокращённое название этапа и результат, дополнительно обозначенный цветом. Расшифровка обозначений и цветов представлена в нижеследующей таблице. |                                                                    |
| \| Пример \| Описание \| \| ------------ \| ------------------------------------------------------------------ \| \| 1 \| Победитель \| \| 2 \| Второе место \| \| 3 \| Третье место \| \| 5 \| Финишировал, заработав очки \| \| Сход \| Не финишировал, но при этом заработал очки \| \| 12 \| Финишировал, не получив очков \| \| НКЛ \| Финишировал, но не попал в финальную классификацию \| \| 15 \| Участвовал вне зачёта, либо по отдельной классификации \| \| 18 \| Не финишировал, но попал в финальную классификацию \| \| Сход \| Не финишировал \| \| НКВ \| Не прошёл квалификацию \| \| НПКВ \| Не прошёл предквалификацию \| \| ДСК \| Дисквалифицирован \| \| ИСК \| Исключён из протокола соревнований \| \| ТТ \| Заявлен для участия только в тренировках \| \| НС \| Участвовал в квалификации, но не стартовал в гонке \| \| Т \| Травмирован или болен \| \| ОТК \| Отказ от участия \| \| НТР \| Прибыл на соревнования, но на трассу не выезжал \| \| НПР \| Был заявлен в числе участников, но не прибыл к началу соревнований \| \| О \| Соревнования отменены \| \| \| Не участвовал \| \| Поул-позиция \| \| \| Быстрый круг \| \| |                                                                    |
| Пример | Описание                                                           |
| 1 | Победитель                                                         |
| 2 | Второе место                                                       |
| 3 | Третье место                                                       |
| 5 | Финишировал, заработав очки                                        |
| Сход | Не финишировал, но при этом заработал очки                         |
| 12 | Финишировал, не получив очков                                      |
| НКЛ | Финишировал, но не попал в финальную классификацию                 |
| 15 | Участвовал вне зачёта, либо по отдельной классификации             |
| 18 | Не финишировал, но попал в финальную классификацию                 |
| Сход | Не финишировал                                                     |
| НКВ | Не прошёл квалификацию                                             |
| НПКВ | Не прошёл предквалификацию                                         |
| ДСК | Дисквалифицирован                                                  |
| ИСК | Исключён из протокола соревнований                                 |
| ТТ | Заявлен для участия только в тренировках                           |
| НС | Участвовал в квалификации, но не стартовал в гонке                 |
| Т | Травмирован или болен                                              |
| ОТК | Отказ от участия                                                   |
| НТР | Прибыл на соревнования, но на трассу не выезжал                    |
| НПР | Был заявлен в числе участников, но не прибыл к началу соревнований |
| О | Соревнования отменены                                              |
| | Не участвовал                                                      |
| Поул-позиция |                                                                    |
| Быстрый круг |                                                                    |

| Год     | Команда           | 1        | 2        | 3          | 4       | 5          | 6        | 7          | 8          | 9          | 10       | 11       | 12      | Место | Очки |
| ------- | ----------------- | -------- | -------- | ---------- | ------- | ---------- | -------- | ---------- | ---------- | ---------- | -------- | -------- | ------- | ----- | ---- |
| 2008    | Piquet Sports     | ОАЭ 1 20 | ОАЭ 2 13 | ИНЗ 1 Сход | ИНЗ 2 8 | МАЗ 1 Сход | МАЗ 2 15 | БАХ 1 Сход | БАХ 2 Сход | ОАЭ 1 6    | ОАЭ 2 1  |          |         | 12    | 9    |
| 2008—09 | Qi-Meritus Mahara | КИТ 1    | КИТ 2    | ОАЭ 1      | ОАЭ 2   | БАХ 1 20   | БАХ 2 10 | КАТ 1 16   | КАТ 2 11   | МАЗ 1 Сход | МАЗ 2 14 | БАХ 1 14 | БАХ 2 8 | 22    | 0    |